# Sapozhok Island
Sapozhok Island (englisch; russisch Остров Сапожок Ostrow Saposchok, deutsch ‚Stiefel-Insel‘) ist eine bis zu 133 m hohe Insel vor der Ingrid-Christensen-Küste des ostantarktischen Prinzessin-Elisabeth-Lands. Sie gehört zur Gruppe der Rauer-Inseln und liegt 1,25 km ostnordöstlich des östlichen Ausläufers von Ranvik Island.
Wissenschaftler einer sowjetischen Antarktisexpedition kartierten und benannten sie 1956. Namensgeberin die russische Geologin Ekaterina Schtscherbinina von der Russischen Akademie der Wissenschaften. Das Antarctic Names Committee of Australia übertrug diese Benennung ins Englische.